# Герман Альтайхский

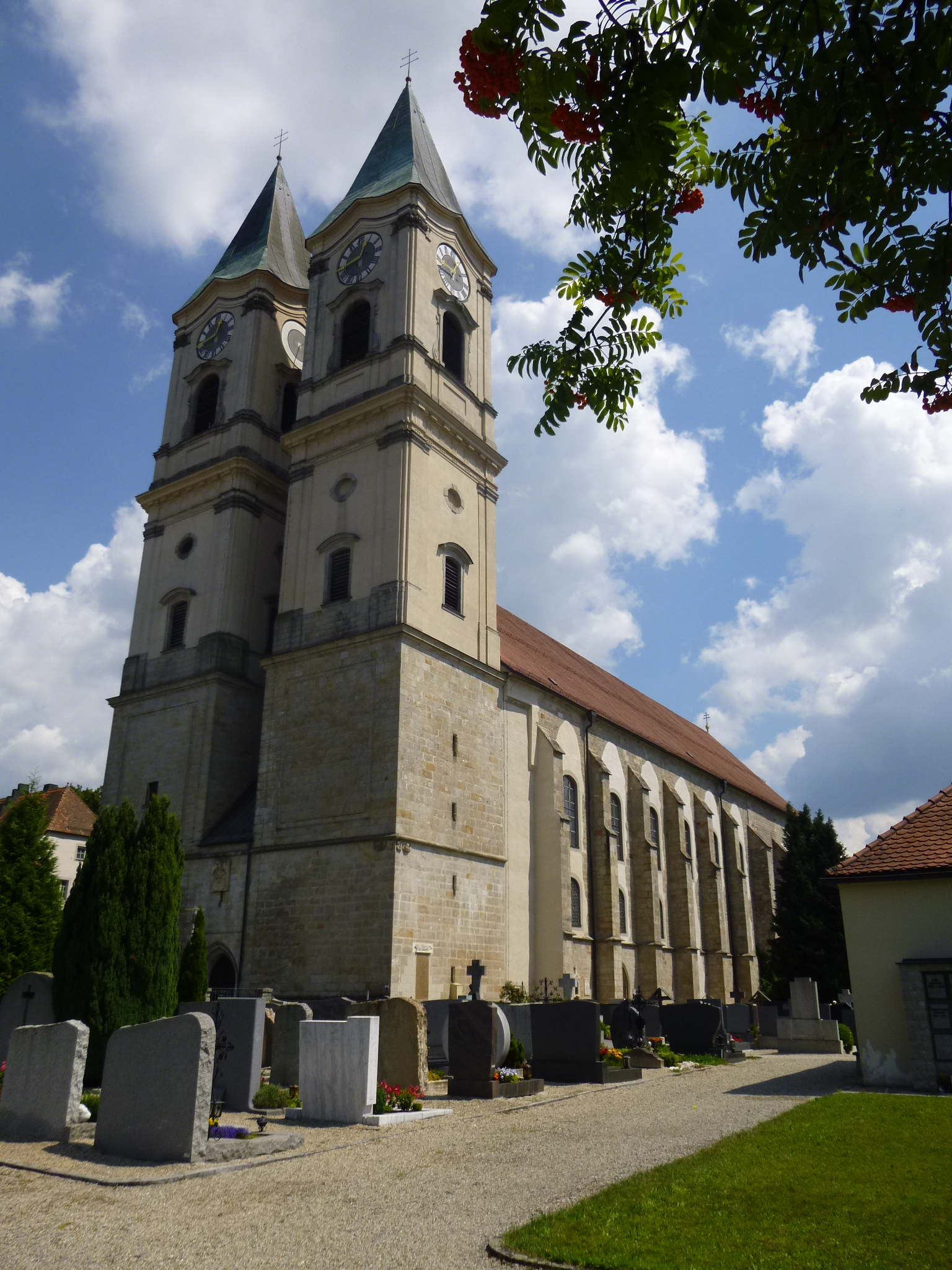
Соборная церковь Св. Маврикия Нидеральтайхского аббатства, XI—XII вв.

Ге́рман А́льтайхский, или Ге́рман из А́льтайха (нем. Hermann von Altaich, лат. Hermannus Altahensis, Hermannus Altaichiensis; 1200 или 1201 — 31 июля 1275) — средневековый немецкий хронист, монах-бенедиктинец, настоятель аббатства Нидеральтайх в Нижней Баварии (1242—1273).

## Биография
Происхождение и место рождения Германа неизвестны. Дату его рождения исследователи относят к 1200 или 1201 году, опираясь на панегирическое прибавление к рукописи его анналов, сделанное после его смерти Нидеральтайхским капелланом Генрихом Стеро, который указывает, что в 1275 году Герману было 75 лет. 
Образование Герман получил в бенедиктинском аббатстве Нидеральтайх, где в юности принял постриг, а по возмужании назначен был настоятелем церкви. Находясь в этой должности, он получил возможность подробно изучить монастырские анналы и документы за многие годы. При настоятеле Дитмаре (1232—1242) он участвовал в важных церковно-дипломатических миссиях, касавшихся интересов аббатства: сначала к германскому императору в Верону, а в 1239 и 1240 годах к папскому престолу в Рим. Поддерживал отношения с видным доминиканским богословом и философом Альбертом Великим.
27 октября 1242 года он был избран аббатом Нидеральтайха. По сообщениям современников, в период его настоятельства, длившегося около тридцати одного года, заметно укрепилась монастырская дисциплина и значительно улучшилось хозяйственное и финансовое положение обители. Важную роль в этом сыграл тот факт, что после пресечения династии графов Богенских, прежних покровителей аббатства, последнее перешло под юрисдикцию могущественных баварских герцогов из династии Виттельсбахов. Сверх того, Герману удалось заручиться поддержкой чешского короля Пржемысла Отакара II. 
Развернув в аббатстве интенсивную строительную деятельность, Герман санкционировал множество перестроек. В частности, с 1259 года по его распоряжению возводилась круглая оборонительная стена высотой в 5 м, с зубцами и башнями. Романская соборная церковь Св. Маврикия была при нём дополнена трёхнефным залом для хоров, освящённым в 1270 году епископом Петром Пассауским. Примерно тогда же отстроена была новая отапливаемая трапезная с кухней, а также несколько хозяйственных построек, в том числе пивоварня, пономарня и отапливаемая монастырская гостиница. Сохранившиеся в монастырских регистрах записи Германа о поступлении податей являются первым документальным упоминанием многих местностей в окрестностях Нидеральтайха.
12 марта 1273 года он подал в отставку по состоянию здоровья, в силу своей дряхлости. Оставшиеся два года своей жизни провёл в родном монастыре, где и умер 31 июля 1275 года. Похоронен в пресвитерии соборной церкви аббатства.

## Сочинения
Перу Германа Альтайхского принадлежит несколько латинских трудов исторического содержания, главными из которых являются «Анналы Германа» (лат. Annales Hermanni), составленные между 1250 и 1273 годами. В работе над ними предположительно участвовали монахи Нидеральтайхской обители, собиравшие для своего настоятеля необходимые источники и документы, а также, возможно, переписывавшие их текст. 
Анналы описывают события, происходившие в Баварии и соседних землях с 1137 по 1273 год. При этом до 1146 года они основаны на сочинениях предшественников, а с 1146 по 1273 год являются независимым трудом Германа, представляя собой важный источник по истории Баварии, Богемии и Австрии. Описывая борьбу римской курии со Священной Римской империей за инвеституру в XI—XII веках, а также современное ему соперничество между папами Григорием IX и Иннокентием IV, с одной стороны, и императорами Фридрихом II и Конрадом IV, с другой, Герман остаётся на стороне римских понтификов, отстаивая, вместе с тем, интересы страдавших ото всех этих распрей провинциальных монастырей. Обращает на себя внимание, что он всячески замалчивает деятельность главного проводника папской политики в Баварии Альберта Богемского (ум. 1258), с которым был близок.
«Анналы Германа» получили несколько продолжений, одно из которых, анонимное, доводит изложение событий до 1303 года, а другое, оканчивающееся 1305 годом, принадлежит Эберхарду из Регенсбурга, уроженцу Нидеральтайха. Анналы дошли до нас в автографической рукописи XIII века из собрания Австрийской национальной библиотеки в Вене (ONB, Cod. 413, f. 144r-166r) и более поздних списках XIV столетия из Баварской государственной библиотеки в Мюнхене (BSB, clm 4352) и Вюртембергской земельной библиотеки в Штутгарте (Cod. hist. fol. 242).
Среди других произведений Германа следует отметить:
- «Об учреждении Альтайхского монастыря» (лат. De institue monasterii Altahensis) (741—1271) — трактат об основании Нидеральтайхского аббатства;
- «Об Альтайхских защитниках» (лат. De advocatis Altahensibus) — краткая история графов Богенских, покровителей Альтайха (900—1273);
- «О собственных деяниях» (лат. De rebus suis gestis) — рассказ о различных архитектурных улучшениях, сделанных в Нидеральтайхе, когда Герман был его настоятелем[3];
- «Перечень Альтайхских аббатов» (лат. Catalogus Abbatum Altanensium);
- «Альтайхские анналы герцогов Баварских» (лат. Annales ducum Bavariae Altahenses);
- «Перечень герцогов Баварских» (лат. Catalogus ducum Bavariae);
- «Генеалогия герцога Оттона II Баварского и герцогини Агнессы» (лат. Genealogia Ottonis II ducis Bavariae et Agnetis ducissae) (1170—1250);
- «О разорении монастыря герцогом Баварии Арнульфом и о повинности, называемой herschildt, исполняемой баварскими герцогами для монастыря» (лат. De spoliatione monasteriorum per Arnolfum ducem Bavariae et de obsequio quod dicitur 'herschildt' pro monasteriis a ducibus Bavariae exhibendo)[1][11].

В своих исторических трудах Герман Альтайхский использует многие источники, среди которых выделяются «Зальцбургские анналы» (1049), «Альтайхские анналы» (1073), «Всемирная хроника» Эккехарда из Ауры (1125), «Хроника о двух государствах» Оттона Фрейзингенского (1157) и «Пантеон» Готфрида из Витербо (1190).
Труды Германа Альтайхского впервые были напечатаны в 1601 году в Ингольштадте нидерландским правоведом Генрихом Канизием, публикация которого была в 1725 году переиздана без изменений в Антверпене Жаком Баснажем. Научное издание их под редакцией историка Филиппа Яффе увидело свет в 1861 году в Ганновере в XVII томе Monumenta Germaniae Historica (серия «Scriptores in Folio», с. 365—427). Немецкий перевод их был выполнен Людвигом Вейландом для Geschichtschreiber der deutschen Vorzeit (Берлин, 1871; 2-е изд. — Лейпциг, 1898).